# 袁武
袁武，GBS，JP（1941年11月18日—），又名袁繼昌，香港中華總商會常務會董、香港招商局集團有限公司董事兼招商局工業集團董事長。

## 生平
他曾就讀香島中學及模範英文中學。他歷任香港明華船務有限公司副總經理、招商局輪船股份有限公司副總經理、招商局集團有限公司副總裁。曾任第八屆全國政協委員、香港特別行政區籌備委員會委員、推選委員會委員、臨時立法會議員、選舉委員會委員、廉政公署社區關係市民諮詢委員會委員、香港中國企業協會執行會董。是第九、十、十一屆全國人大代表，第十屆、十一屆全國人大香港代表團團長。袁武的配偶為劉燕輝，二人育有三名子女。

## 榮譽
- 非官守太平紳士（2000年）
- 金紫荊星章（2004年）[1]

## 外部連結
- 臨時立法會 袁武（页面存档备份，存于）